# 天问四号
天问四号是中国行星探测工程的一项正在计划实施中的太阳系行星际探测任务，该任务的目标为发射木星系探测器，以研究木星磁层结构、木卫四大气模型、木卫四表面冰层形貌及厚度、金星—地球—木星间的太阳风结构，地外生存状态及其演变特性等，并将对外行星如天王星进行探测。
考慮到歐洲同行（調查木衛二、四，環繞三）與其他同期任務（飛越木衛二）的課題決定，天问四号任务目前仍处于关键技术攻关與討論的阶段，预计到2029年前后正式發射，經過约六年的航行，2035年左右到達木星、主要木衛四等衛星开展探测。

## 背景
2010年代，中国国家航天局成功完成了无人月球环绕任務（嫦娥一號和嫦娥二號）和无人月球著陸和巡视任務（嫦娥三號），在這些成就的基礎上，國家航天局開始考慮在2020年代及以後進行更复杂的星際任務，将探测目标拓展至火星以及更远的行星际空间。
2016年10月至2017年8月期间，中国科学家利用中国深空站对在木星轨道运行的朱诺号探测器进行了多次跟踪与测量，表明中国已拥有了远至地-木距离的深空测控能力。
2016年12月27日，中国政府发布了《2016中国的航天》白皮书，其中将“木星系及行星穿越探测等的方案深化论证和关键技术攻关”列入了未来五年的主要任务之中。
2018年，探月与航天工程中心副主任裴兆宇表示中國計劃在2030年前實施四次重大行星際任務，包括火星绕落巡探测任務（天問一號）、小行星採樣返回和主带卫星绕飞探测任務（天問二號）、火星採樣返回任務（天問三號）和木星系統探测任務（天問四號）。
2020年，在欧洲地球科学联合会大会会议上，来自中国的学者对中国的木星系探测计划构想做了介绍，并在论文中将任务初步命名为“甘德”，以纪念这位公元前四世纪的、据说最早以肉眼观测到木卫三的中国古代天文学家。
2020年4月24日，国家航天局在2020年中国航天日启动仪式上宣布了行星探测工程的名称与图形标识，将中国行星探测任务命名为“天问”。
2021年5月15日，在天问一号着陆巡视器成功着陆火星后的现场采访中，中国首次火星探测工程总设计师张荣桥透露了中国木星系探测任务的名称为“天问四号”。
在2022年的国际宇航大会上，来自中国国家航天局探月与航天工程中心的与会人士在对中国未来的地外探测任务做了报告，报告内提到中国的木星系探测任务名称为“天问四号”。

## 任务目标
中國學術期刊《空间科学学报》在2018年发表了一篇文章，阐述了中国木星系探测目標规划，其中包括：研究木星系中存在的磁場和等離子體之間的相互作用，檢查在木星大氣中的成分變化，探索木衛三或木卫四的內部結構和表面特徵，以及研究上述伽利略衛星周圍的空間環境。而在2022年的国际宇航大会上，来自中国国家航天局探月与航天工程中心的王琼表示具体科学目标仍在研究中。
2024年10月15日，国家航天局系统工程司司长杨小宇在国新办发布会上介绍，天问四号将对木星和木星的卫星进行研究，对木星空间和内部结构进行探测。

## 历史任务方案

### 2020年方案
根据2020年的欧洲地球科学联合会大会会议上的报告，这个时期中国的木星系探测任务有两个互相竞争的方案：“木星-木卫四軌道器”（JCO）和“木星系觀察員”（JSO）：

#### 木星-木卫四轨道器
木星-木卫四轨道器在进入绕木卫四极地轨道之前会飞掠几颗不规则卫星。这个任务方案可能包括一个着陆器，就像嫦娥登月任务一样，将为木卫四的形成和演化提供前所未有的科学价值。木卫四是四颗伽利略卫星中最外侧的一颗。由于来自其他卫星和木星的重力，它的内部受热较少，它可能由木星形成后所剩余的物质形成，此后大部分时间处于休眠状态，只有小行星撞击才能改变其表面样貌。因此，木卫四保留了早期木星系和整个太阳系的历史，具极高的科学价值。木卫四也有一个含有少量氧气的稀薄大气层，尽管它不如拥有地下海洋的木卫二和木卫三以及具活跃火山活动的木卫一那么迷人，但这增加了它的科学吸引力。木卫四也是着陆难度最低的伽利略卫星，着陆木卫四相比其他伽利略卫星所需的燃料要更少，而且它位于木星辐射带之外。这就是为什么木卫四是该任务方案的目标的原因。

#### 木星系观察员
木星系观察员将放弃木卫四的环绕任务，专注于探測木卫一。木星系观察员将飞掠木卫一数次，研究木星的引力如何牵引卫星以为其火山活动提供能量。木星系观察员还将研究不规则卫星的质量、密度、动力学以及化学及同位素的组成，这些独特残余物质对木星如何形成将提供新的科学价值。作为选择之一，木星系观察员可以携带一颗或几颗小卫星，对木星磁层动力学提供更多的研究。
在木星系观察员的任务结束时，探測器可能会被转移到环绕太阳-木星L1点的轨道上，在该处空间木星的引力将与太阳的引力平衡，探测器可以在该处长时间停留。从这个从未有探测器环绕过的独特空间，木星系观察员可以监测木星磁场之外的太阳风，并从远处观察木星和它的卫星。

### 2022年方案
根据2022年国际宇航大会上的报告，中国木星系探测任务的新架构更接近于先前的“木星-木卫四轨道器”方案，但有如下变化：
- 探测器将由两部分组成：主探测器和小探测器。
- 探测器在前往木星的途中将对小行星进行飞掠探测。
- 抵达木星后，主探测器将与子探测器分离，其中主探测器将会进入环木星轨道。
- 主探测器将最终进入木卫四环绕轨道，但不进行登陆。
- 子探测器在木星附近与主探测器分离后将会继续往外太阳系飞行，并抵达天王星进行飞掠探测[a]。
- 主探測器将包括一颗撞击探测器，对木卫四表面实施撞击。[4]

## 预计任务时间表
欧洲地球科学联合会大会2020年大会会议上提出了该任务预计的地木转移轨道方案和时间表。根据资料，探测器将于2029年9月发射，并在6个月后于2030年4月飞掠金星，然后两次飞掠地球（第一次飞掠在2031年2月进行，第二次飞越在2033年5月进行），然后进行1次深空机动，使得探测器到达木星时的近木点高度为4000公里，轨道倾角37.9°，最后于2035年12月到达木星。在抵达木星之前，子探測器将与主探测器分离，并在飞掠木星后继续向着天王星进发，并于2045年3月飞掠天王星。
主探测器到达近木点4000公里处，通过1至2次近木点点火制动，被木星捕获为30天周期的环木大椭圆轨道，并在此轨道上开展木星探测，运行10圈，时间约300天。探测器完成对木星的观测之后，将进行2次木卫四借力和4次深空机动，最后在2038年2月进入近心点高度300公里、轨道周期17.7小时的环绕木卫四轨道。然后将释放一颗撞击探測器，撞击木卫四表面。

## 科学儀器
中国木星探测器携带的科学仪器预计为四个，旨在研究有关木星系的形成及其当前的“运作”（实际选择的科学仪器取决于实际採用的任务方案。）四种科学载荷分别为：等离子体及尘埃分析仪载荷包、多波长成像/光谱学载荷包、地质学/冰川学/地球化学分析仪载荷包以及无线电/光学链路和无线电科学载荷包。

### 等离子体及尘埃分析仪载荷包
- 热等离子光谱仪（功率100 eV至100 keV）
- 高能带电粒子探测器和高能中性原子 (ENA) 分析仪
- 离子和中性质谱仪
- 磁力计
- 无线电及等离子波谱仪
- 带有质谱仪的宇宙尘埃檢測器

### 多波长成像/光谱学载荷包
- 可见光成像相机
- 近红外成像/光谱仪
- 远红外/亚毫米波辐射计/光谱仪
- 紫外成像/光谱仪

### 地质学/冰川学/地球化学分析仪载荷包
- 高分辨率及大质量范围质谱仪

（由冰面取样系统和耐火材料热解器进行供给）

### 无线电+光链路+无线电科学载荷包
- 发射/接收到地球的无线电链路，用于多普勒跟踪和掩星测量
- 用于额外多普勒跟踪和掩星测量的平台间无线电链路
- “PRIDE”天体测量实验（以甚長基線干涉測量跟踪每个天体）
- 高度计（具有米级精度）

### 2024年方案
根据《中国空间科学技术》刊登论文《木星系科学探测研究与展望》，中国木星系探测任务初步载荷配置规划如下：
木星-木卫四轨道器载荷
- 微波辐射计
- 无线电科学仪
- 大气成分监测仪
- 偏振仪
- 相机
- 光谱仪
- 粒子分析仪
- 磁强计
- 微波雷达
- γ/X射线光谱仪

行星际穿越器载荷
- 相机
- 磁强计
- 光谱仪
- 无线电科学仪
- 粒子分析仪

## 备注
1. ↑  该飞掠器有在2017年北京举办的全球航天探索大会上被提到过[20]。
2. ↑  最近飞掠距离预计约为6,011公里
3. ↑  最近飞掠距离预计约为5,482公里
4. ↑  最近飞掠距离预计约为1,386公里
5. ↑  包括木星系统的能量转移过程，例如行星、卫星、等离子体环和整个磁层之间的引力能量的潮汐转移和耗散。